# Харлово (Плесецкий район)
Харлово — деревня в Плесецком районе Архангельской области.

## География
Находится в западной части Архангельской области на расстоянии приблизительно 41 км на юг-юго-запад по прямой от административного центра района поселка Плесецк на левом берегу реки Моша.

## История
В 1873 году здесь (деревня Каргопольского уезда Олонецкой губернии было учтено 9 дворов, в 1905 — 13. До 2021 года входила в Федовское сельское поселение до его упразднения.

## Население
Численность населения: 53 человека (1873 год), 71 (1905), 9 (русские 89 %) в 2002 году, 4 в 2010.